# Leon Dembowski (malarz)

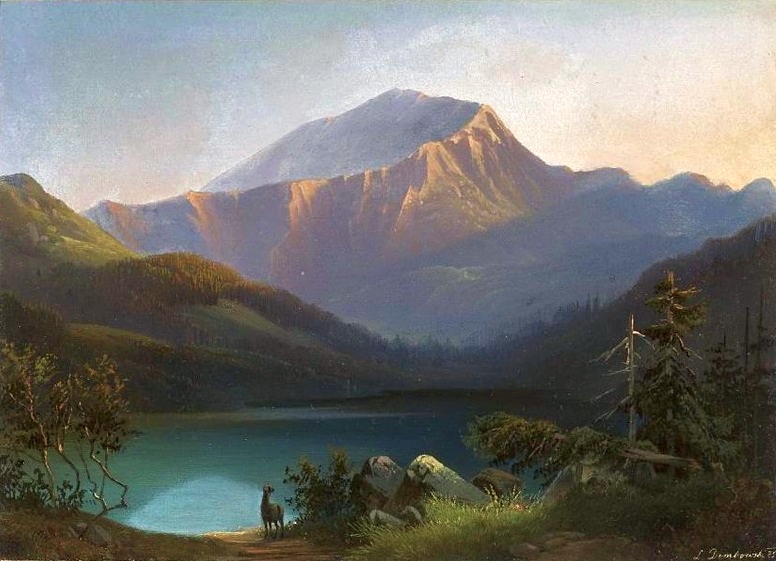
Leon Dembowski – Góra Pyszna ze stawem Smereczyny w Dolinie Kościeliskiej w Tatrach, olej (1857)

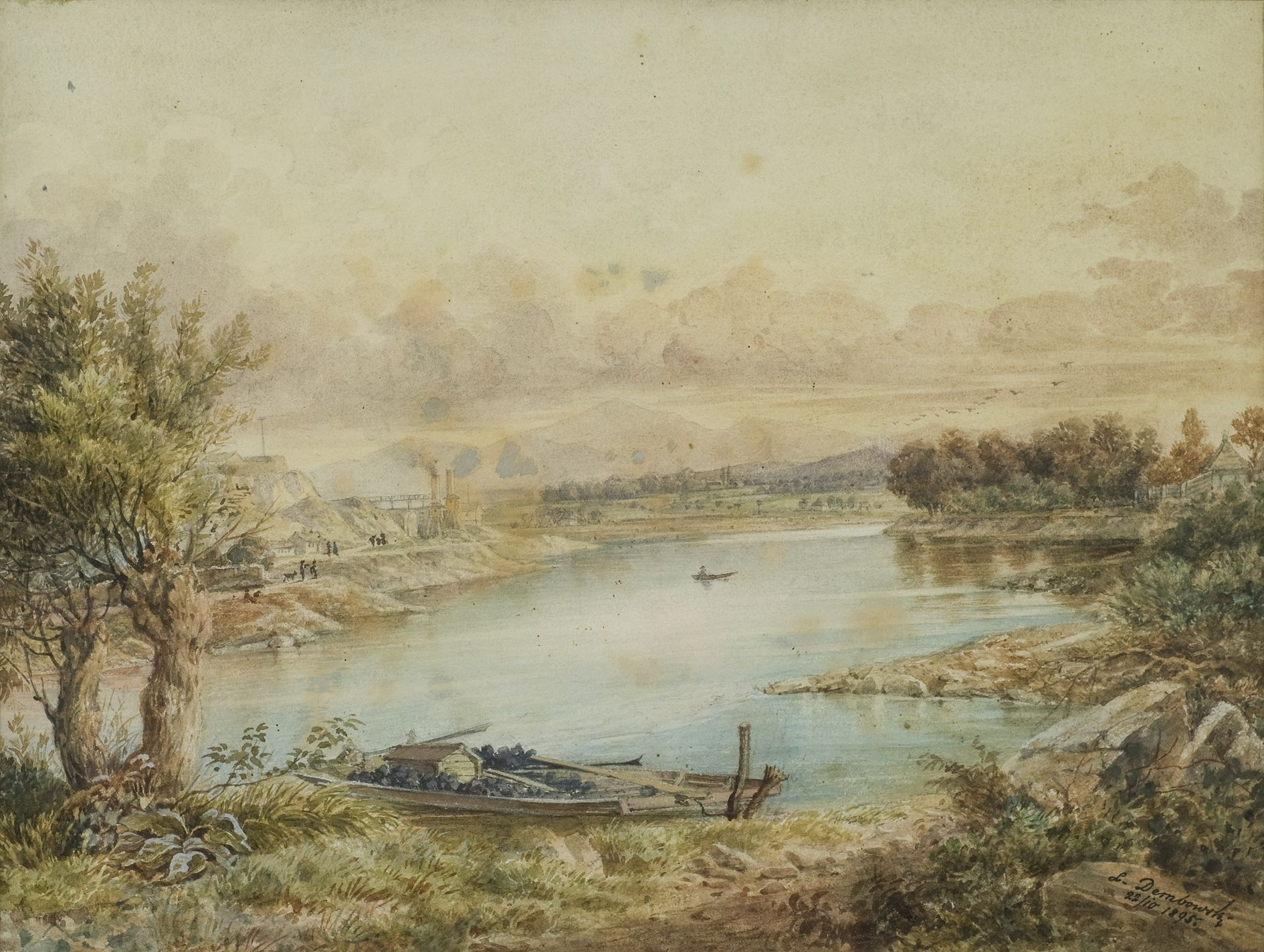
Leon Dembowski – Pejzaż z okolic Krakowa, akwarela (1895)

Leon Dembowski (ur. 2 grudnia 1823 w Krakowie, zm. 21 lutego 1904 tamże) – polski malarz i pedagog.

## Życiorys
Studiował w Szkole Sztuk Pięknych w Krakowie w latach 1840–1850 m.in. u Jana Nepomucena Głowackiego. Kontynuował studia w Wiedniu. W latach 1858–1872 był profesorem macierzystej uczelni. Przy okazji przejścia na emeryturę otrzymał Złoty Krzyż Zasługi Cywilnej z Koroną.
W 1859 roku ożenił się z Anną Pollerówną (ur. 1839) córką Kaspera Pollera. Ślub odbył się w kościele św. Krzyża w Krakowie. Miał dwie córki.

## Twórczość
Uprawiał malarstwo olejne, akwarelowe i rysunek tuszem. Od roku 1852 uczestniczył w wystawach malarstwa. Malował głównie górskie pejzaże Podkarpacia, Tatr, Pienin, Alp. W Muzeum Narodowym w Warszawie znajduje się jego obraz olejny Góra Pyszna ze stawem Smereczyny w Dolinie Kościeliskiej w Tatrach (1857).

## Wybrane dzieła
na podstawie źródeł
- Dolina Kościeliska (1853)
- Widok Zakopanego w Tatrach (1854)
- Zakopane w Tatrach (1855)
- Widok na Babią Górę (1855) olej
- Widok z nad Białego Dunajca, olej (1856)
- Góra Pyszna ze stawem Smereczyny w Dolinie Kościeliskiej w Tatrach, olej (1857)
- Widok od Czerwonego Klasztoru w Pieninach na Tatry (1859)
- Góra Pyszna ze stawem Smereczyny w dolinie Kościeliskiej, olej (1860)
- Pejzaż podkrakowski, olej (1864)
- Morskie Oko (1868)
- Widok w dolinie Strążysk w Tatrach (1869)
- Pejzaż z okolic Krakowa, akwarela (1895)
- Morskie Oko w Tatrach, akwarela (1895)